# 尼瑟蘭·史瓦米納森
尼瑟蘭·薩米納森（英語：Nithilan Saminathan）或稱為尼瑟蘭·史瓦米納森（英語：Santhamurthy Swaminathan），印度男導演及編劇，從事泰米爾電影業。他以處女作《猴子玩具》（2017年）以及《誰偷了垃圾桶？》（2024年）而聞名；其中，《誰偷了垃圾桶？》取得票房佳績。

## 早年
尼瑟蘭出生名為「桑塔穆西·史瓦米納森」（Santhamurthy Swaminathan）當他在12年級時，讀到作家瓦拉穆圖討論歌曲〈下雨了〉（Andhimzhai Pozhigiradhu）歌詞的一篇撰文，其中包含了（永恆）一詞。作詞家卡納達桑已使用過這個詞，但當卡茂爾·哈桑提出替代方案時，瓦拉穆圖則堅持保留。尼瑟蘭受此啟發，將自己命名為「尼瑟蘭·史瓦米納森」（Nithilan Swaminathan）來進入電影界。但他在平時主要使用「尼瑟蘭·薩米納森」（Nithilan Saminathan）一名。
尼瑟蘭最初渴望像親戚一樣參軍，但對電影及詩歌的熱愛逐漸引導自己走向電影製作。他畢業於視覺傳達學系。

## 作品列表
| 年份 | 標題               | 職位       | 附註 |
| ---- | ------------------ | ---------- | ---- |
| 2017 | 《猴子玩具》       | 導演、編劇 |      |
| 2024 | 《誰偷了垃圾桶？》 | 導演、編劇 |      |

## 外部連結
- 尼瑟蘭·史瓦米納森在互联网电影资料库（IMDb）上的資料（英文）
- 尼瑟蘭·史瓦米納森的Instagram帳戶